# Bijouterier

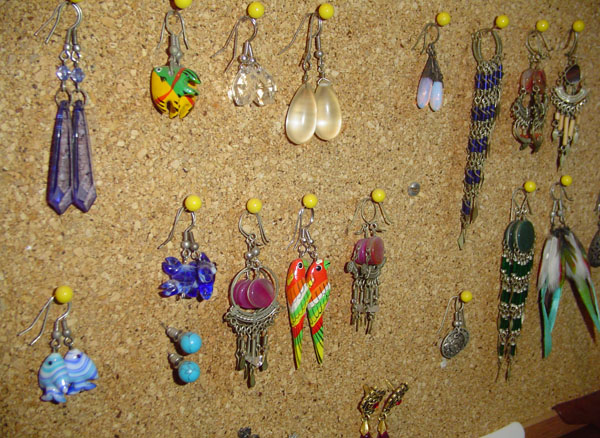
Bijouterier i form av örhängen.

Bijouterier (av franskans bijou ’ögonsten’) är smycken av oädla och mindre dyrbara material. Dessa kan även vara tillverkade av icke-ädla metaller som överdragits med ett tunt lager guld eller silver, såsom guld på silver, doublé, plätering eller förgyllning, eller ha överdragits av material som liknar guld eller silver, såsom nysilver, rhodium, nickel samt koppar- och zinkblandningar. Bijouterierna är ofta trendigare och mer modebetonade än äkta smycken samt brukar masstillverkas.